# 叶城沙蜥
叶城沙蜥（学名：Phrynocephalus axillaris）为鬣蜥科沙蜥属的爬行动物。在中国大陆，分布于新疆、甘肃、西藏等地，常生活于戈壁荒漠或沙漠边缘地带以及生长着骆驼刺和白刺等少数植物。其生存的海拔范围为65至3000米。该物种的模式产地在新疆。

## 保护
本种于2023年被收录入《有重要生态、科学、社会价值的陆生野生动物名录》。